# Matrimonio republicano

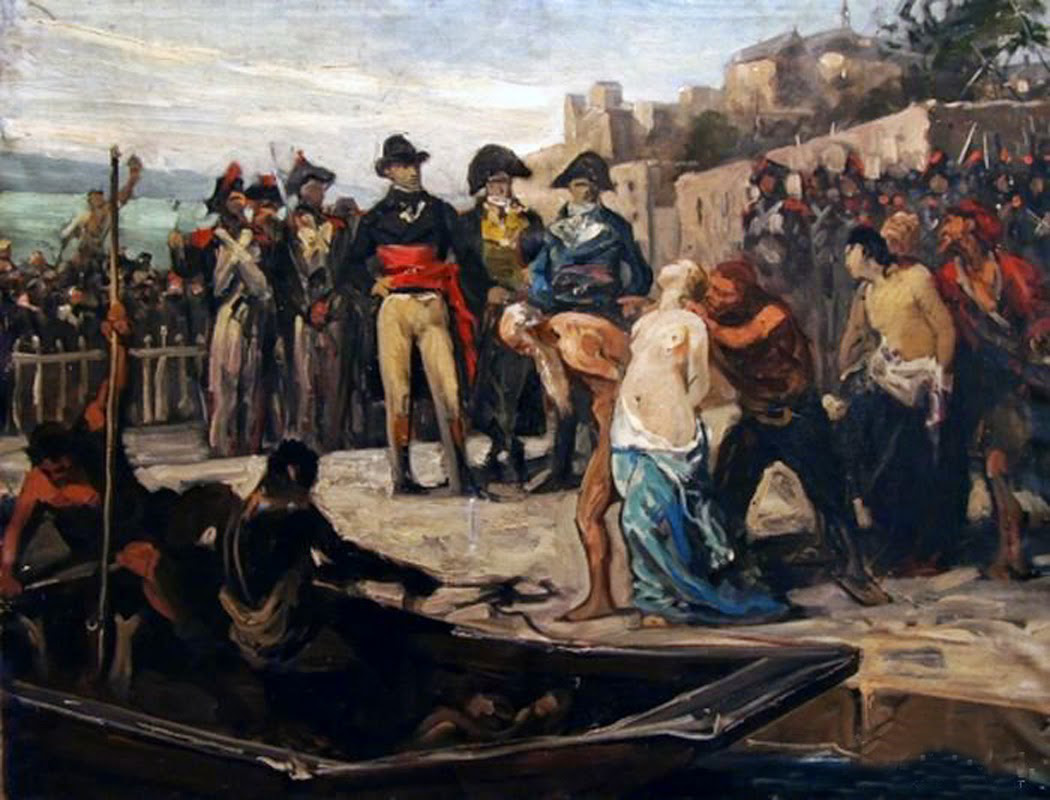
Preparativos para una ejecución por ahogamiento en Nantes

Se conoce como matrimonio republicano (del francés: "mariage républicain") a una forma de ejecución utilizada en Nantes durante el reinado del Terror en la Francia revolucionaria. Consistía en atar a un hombre y una mujer desnudos juntos para ahogarlos en un río. Se practicó durante los ahogamientos (noyades) en Nantes que fueron ordenados por jacobinos locales como Jean-Baptiste Carrier, entre noviembre de 1793 y enero de 1794. La mayoría de las víctimas habrían sido ahogadas en el río Loira. Algunas fuentes describen un medio alternativo de ejecución en el que se ejecuta la pareja unida a través de una espada, ya sea antes, o en lugar de ahogarse.
Mientras que las ejecuciones de hombres, mujeres y niños por ahogamiento en Nantes no es discutida generalmente, la naturaleza real de los "matrimonios republicanos", en particular, ha sido puesta en duda por varios historiadores que sospechan que es una leyenda. Los primeros informes de tales "matrimonios" datan de 1794, cuando el transportista de los ejecutados fue juzgado por sus crímenes, y que fueron citados luego por autores contrarrevolucionarios contemporáneos como Luis María Prudhomme y Luis Gabriel Ambroise de Bonald.

## Descripción de la práctica
Esta forma de ejecución se atribuye al revolucionario francés Jean-Baptiste Carrier, enviado a Nantes para reprimir a las fuerzas contrarrevolucionarias y nombrar a un Comité Revolucionario. Un historiador describió el uso de la práctica como sigue:
Establecido en Nantes un tribunal revolucionario cuyo máximo dirigente fue el demonio Carrier, conocido en todas las naciones como el inventor de que el pasado de atrocidades bárbaras como el matrimonio republicano, en el que dos personas de sexos diferentes, por lo general de un anciano y una vieja, o un hombre y mujer jóvenes, totalmente desnudos, estaban unidos ante la multitud, expuestos en un barco en esa situación durante media hora o más, y luego arrojados al río.
Los detalles de la práctica varían, pero generalmente coinciden con la descripción anterior. 

## Veracidad
La afirmación de que tal forma de ejecución se ha practicado y ordenado por Carrier aparece por primera vez en el juicio de los miembros del Comité Revolucionario de Nantes por el Tribunal Revolucionario en 1794. Esta acusación estaba presente en el informe de Charles-Gilbert Romme y en varias cartas y testimonios de testigos. Si bien algunos testigos afirmaron que habían oído hablar de "matrimonios republicanos", ninguno había visto uno. Solo se cita el caso de un barquero borracho que había usado el término "matrimonio civil", pero no había sugerido que los ejecutados fueron emparejados en función del sexo. Dado que tanto el asistente-fiscal y la defensa habían considerado que no había pruebas suficientes para mantenerlo, este cargo fue eliminado de la acusación por el presidente del jurado. Los hechos restantes bastaban para condenar a muerte a Carrier y varios colaboradores. Los informes de los "matrimonios republicanos", llegaron sin embargo a hacerse célebres y fueron citados por muchos autores que escriben sobre el Terror. Algún autor menciona casos en que las dos víctimas fueron un sacerdote y una monja. 
- Datos: Q16931883